# Walden Martin
Walden Charles Martin (28 de setembro de 1891 — novembro de 1966) foi um ciclista olímpico estadunidense. Representou sua nação em dois eventos nos Jogos Olímpicos de Verão de 1912, onde conquistou uma medalha de bronze na prova por equipe de corrida em estrada.